# فرانسيسكو فرانزيس
فرانسيسكو فرانزيس (بالإيطالية: Francesco Franzese)‏ هو لاعب كرة قدم إيطالي في مركز حراسة المرمى، ولد في 8 أغسطس 1981 في نولا في إيطاليا. لعب مع نادي أنكونا ونادي تشينايين ونادي نوفارا وهيلاس فيرونا.